# Conselheiro Lafaiete Airport
Conselheiro Lafaiete Airport är en flygplats i Brasilien.   Den ligger i kommunen Conselheiro Lafaiete och delstaten Minas Gerais, i den sydöstra delen av landet, 700 km sydost om huvudstaden Brasília. Conselheiro Lafaiete Airport ligger 1 050 meter över havet.
Terrängen runt Conselheiro Lafaiete Airport är platt åt nordväst, men åt sydost är den kuperad. Conselheiro Lafaiete Airport ligger uppe på en höjd. Närmaste större samhälle är Conselheiro Lafaiete, 8,8 km norr om Conselheiro Lafaiete Airport.
Omgivningarna runt Conselheiro Lafaiete Airport är huvudsakligen savann. Runt Conselheiro Lafaiete Airport är det glesbefolkat, med 17 invånare per kvadratkilometer.